# Gorkha (distrito)
Gorkha é um distrito da zona de Gandaki, no Nepal. Tem como sede a cidade de Gorkha, cobre uma área de 3 610 km² e, em 2001, tinha uma população de 288 134 habitantes.